# 中種子町
中種子町（日语：／ Nakatane chō */?）是日本鹿兒島縣轄下，位於種子島中部的一個城鎮。
日本種子島宇宙中心的增田宇宙通信所位於此；電影秒速5公分的第二段故事「太空人」的故事地點也位於町內。

## 沿革
- 1884年9月：設置野間村。
- 1889年4月1日：實施町村制，野間村等7村合併為中種子村。
- 1940年11月10日：改制為中種子町。

## 交通

### 機場
- 新種子島機場

## 教育

### 大學
- 玉川大學學術研究所種子島施設

### 高等學校
- 鹿兒島縣立中種子高等學校（於2010年3月31日併校至鹿兒島縣立種子島中央高等學校）
- 鹿兒島縣立種子島中央高等學校

## 圖片集

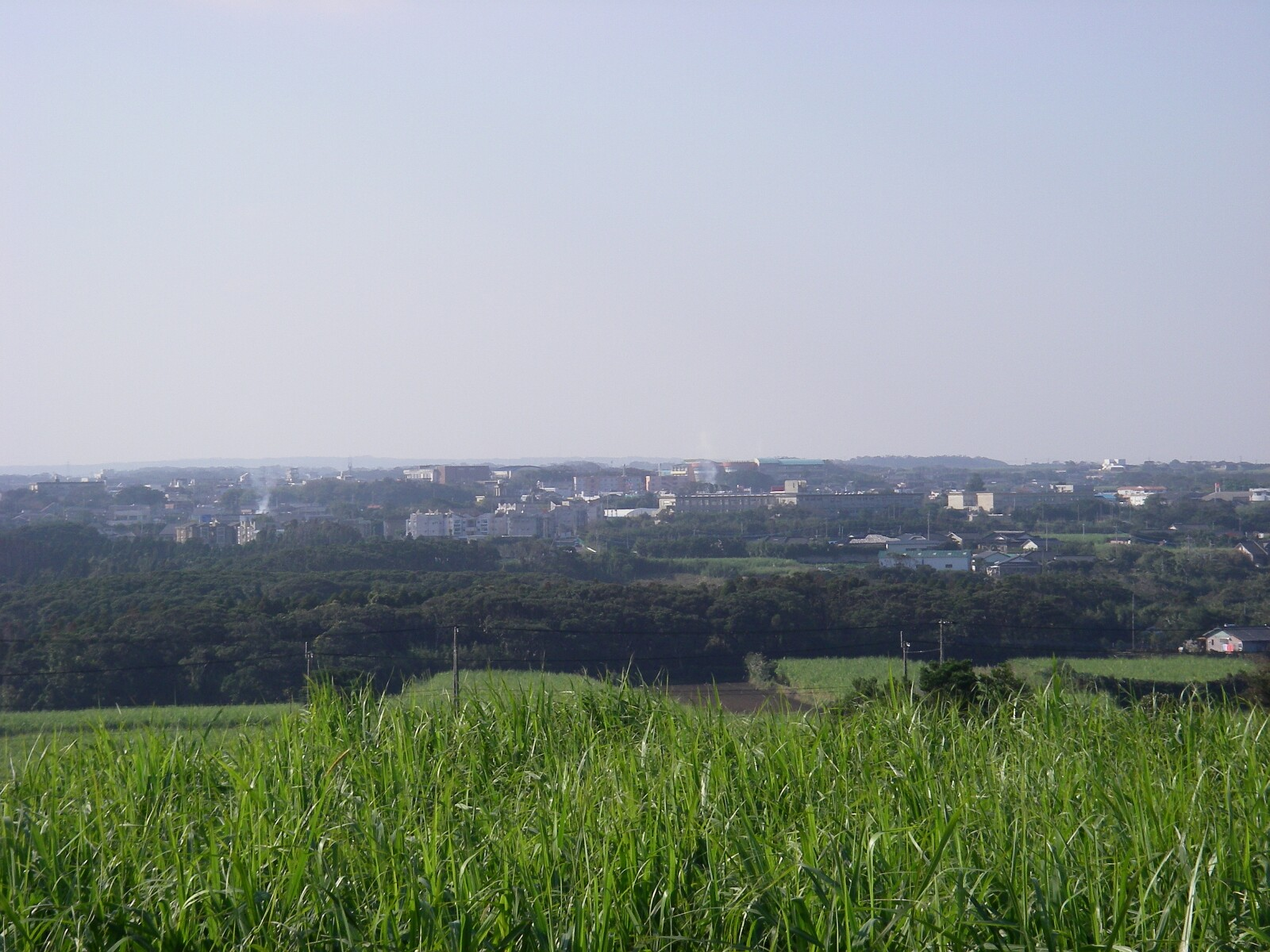
中種子町（旭町、伏之前）